# Artona hypomelas
Artona hypomelas es una especie de polilla del género Artona, familia Zygaenidae.
Fue descrita científicamente por Jordan en 1907.